# Melody (álbum de Sharleen Spiteri)
Melody é o primeiro álbum de estúdio da cantora escocesa Sharleen Spiteri, vocalista dos Texas. O álbum, editado em 2008, entrou directamente para o nº3 no UK Albums Chart e foi certificado como disco de ouro. Melody foi produzido por Bernard Butler e teve como single de avanço "All The Times I Cried".

## Alinhamento
1. "It Was You"
2. "All the Times I Cried"
3. "Stop, I Don't Love You Anymore"
4. "Melody"
5. "I Wonder"
6. "I'm Going to Haunt You"
7. "Don't Keep Me Waiting"
8. "You Let Me Down"
9. "Where Did It Go Wrong"
10. "Day Tripping"
11. "Françoise"

### Singles
- "All the Times I Cried" (7 de Jul. de 2008)
- "Stop, I Don't Love You Anymore" (6 de Out. de 2008)
- "It Was You" (1 de Dez. de 2008)

## Desempenho nas tabelas musicais
| Tabela (2008)        | Melhor posição |
| -------------------- | -------------- |
| UK Albums Chart      | 3              |
| French Albums Chart  | 13             |
| Belgium Albums Chart | 15             |
| Swiss Albums Chart   | 19             |
| Irish Albums Chart   | 19             |